# Xavier Serra
Xavier Serra (nascut el 10 de setembre de 1959) és investigador en el camp del so i computació musical i professor de la Universitat Pompeu Fabra (UPF) de Barcelona. És el fundador i director del Music Technology Group de la UPF.

## CompMusic: Una aproximació multicultural a la informàtica musical[1]
El 2010 Xavier Serra va obtenir una Beca Avançada del Consell Europeu d'Investigació per dur a terme el projecte CompMusic (models computacionals per al descobriment de la música del món). L'objectiu principal de CompMusic és avançar en el camp de la computació musical abordant diversos desafiaments de recerca actuals des d'una perspectiva multicultural. Pretén avançar en la descripció i formalització de la música, fent-lo més accessible als enfocaments computacionals i reduint la distància entre les descripcions de senyals d'àudio i els conceptes musicals de significació semàntica. Es proposa desenvolupar tècniques de modelatge d'informació aplicables als repertoris musicals no occidentals i formular models computacionals per representar contextos musicals específics de la cultura. CompMusic aborda aquests reptes de recerca mitjançant (1) la combinació de metodologies a partir de disciplines com el processament d'informació, la musicologia computacional, la cognició de la música i la interacció entre humans i ordinadors i (2) analitzar una varietat de fonts d'informació musical com ara funcions d'àudio, puntuacions simbòliques, comentaris de text, avaluacions d'usuaris, etc. d'algunes de les principals tradicions de música d'art no occidentals al nord de l'Índia (hindustànica), al sud de l'Índia (carnàtica), Turquia (otomana), Magrib (andalusina) i la Xina (òpera de Pequín). CompMusic vol desafiar els actuals paradigmes d'informació centrats a l'oest, avançar en la investigació de les tecnologies de la Informació i contribuir a la nostra rica societat multicultural.